# Steve Vai

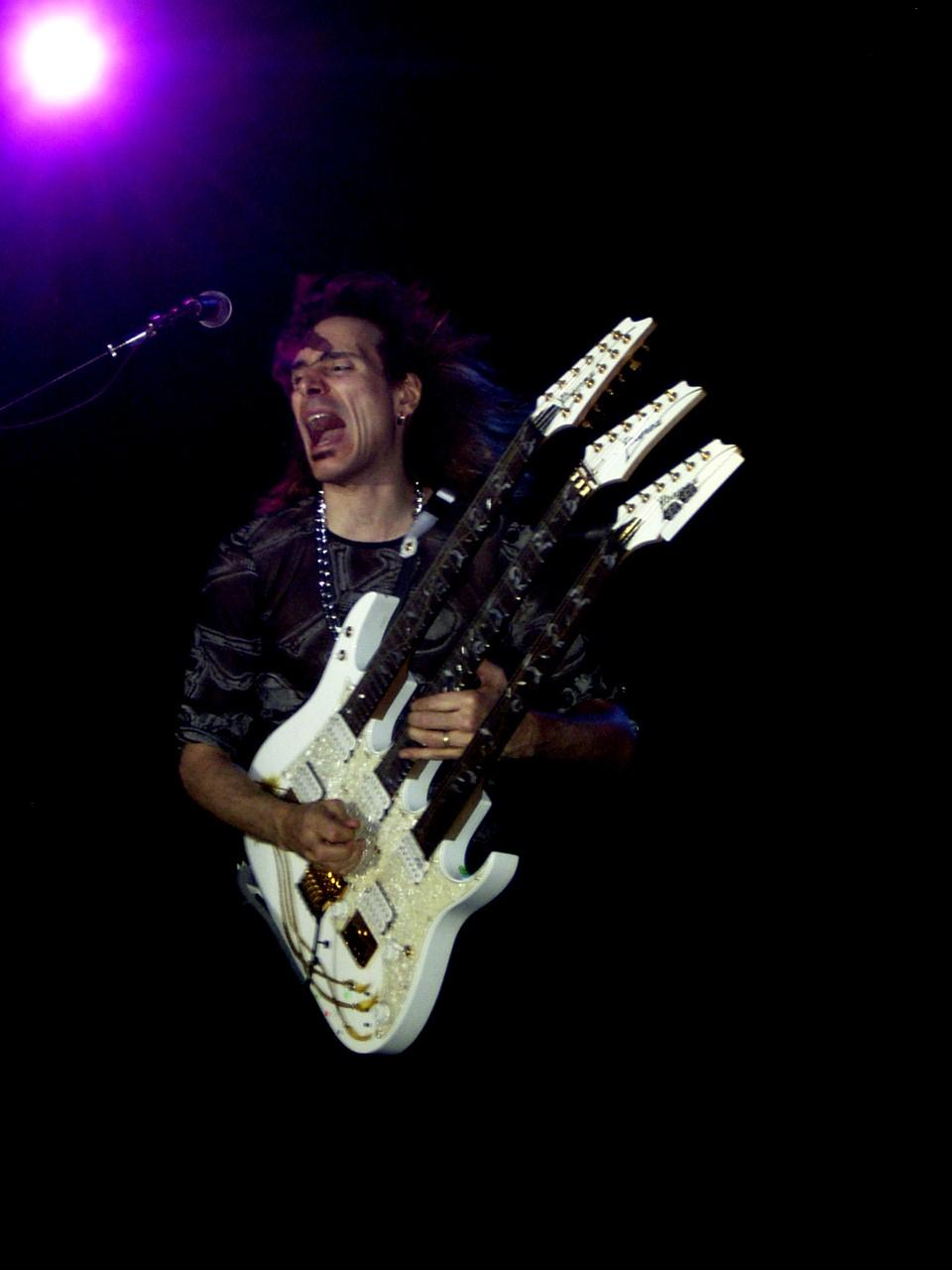
Steve Vai în 2004

Steve Vai (pronunțat [vai]) este un chitarist, compozitor, solist, producător și actor american. A studiat chitara în adolescență cu Joe Satriani și și-a început cariera transcriind partituri pentru Frank Zappa la vârsta de 18 ani în 1978 (ulterior făcând parte din formația lui doi ani mai târziu în 1980). A cântat în trupe precum Whitesnake, Public Image Ltd (alături de solistul ex-Sex Pistols John Lydon), Alcatrazz și a susținut turnee alături de David Lee Roth (solist ex-Van Halen). În 1983 a început o carieră solo de succes, în decursul căreia a obținut trei Premii Grammy. Muzicianul a lansat până în prezent 11 albume de studio (solo) și a vândut peste 15 milioane de albume în întreaga lume. Este cunoscut drept chitaristul care a revoluționat tehnica acestui instrument, printre primii artiști care au folosit chitara cu șapte corzi și creatorul seriei JEM, alături de brand-ul Ibanez. Din 1999, Steve Vai conduce propria casă de discuri, Favored Nations. Este căsătorit cu basista Pia Maiocco (care a cântat în formația rock americană Vixen între 1984 și 1986) din 1988 cu care are doi copii, mai precis Fire Vai și Julian Angel Vai. În timpul liber, Steve Vai este foarte pasionat de apicultură, având acest hobby personal de zeci de ani precum și un relativ mic home-made brand personal cunoscut ca Fire Garden Honey care conține miere fără aditivi alimentari din grădina lui din California pe care le-o dă prietenilor apropiați sau o vinde pentru cauze caritabile. Steve Vai este interesant de arhitectură și design interior de asemenea.

## Discografie
Albume de studio (solo):
- Flex-Able (1984)
- Passion and Warfare (1990)
- Sex & Religion (1993)
- Fire Garden (1996)
- Flex-Able Leftovers (1998)
- The Ultra Zone (1999)
- Real Illusions: Reflections (2005)
- The Story of Light (2012)
- Modern Primitive (2016)
- Inviolate (2022)
- Vai/Gash (2023)

## Filmografie
- 1986 - Crossroads - Devil's guitar player „Jack Butler”.[9]
- 1987 - Dudes. În film Steve Vai interpretează "Amazing Grace"

Steve Vai mai apare cântând în 1991 în Bill & Ted's Bogus Journey, la fel în 1992 în  Encino Man, PCU (1994) și în filmul lui John Carpenter Fantomele de pe Marte (Ghosts of Mars) (în care interpretează „Ghosts of Mars” și „Ghost Poppin'”).
În 2010 , Steve Vai interpretează în filmul independent Crazy despre viața chitaristului Hank Garland.